# Franz Kaiser (Astronom)
Franz Heinrich Kaiser (* 25. April 1891 in Wiesbaden; † 13. März 1962 in Wiesbaden) war ein deutscher Astronom.
Nach dem Abitur in Wiesbaden studierte Franz Kaiser von 1910 bis 1914 Astronomie und Meteorologie an der Universität Heidelberg. In seiner Zeit als Assistent am Heidelberger Observatorium entdeckte er zwischen 1911 und 1914 21 Asteroiden, deren Namen überwiegend einen familiären oder regionalen Bezug besitzen. Von 1914 bis 1918 arbeitete er als Meteorologe im Heereswetterdienst. 1915 promovierte Franz Kaiser bei Max Wolf in Heidelberg mit dem Thema: „Über die Interpolationsmethode bei der Vermessung von Himmelsaufnahmen“. Von 1921 bis 1925 war er 1. Assistent am Staatlichen Observatorium in Danzig.
Franz Kaiser gründete 1925 zusammen mit Wiesbadener Sternfreunden die Astronomische Gesellschaft Urania e. V. Wiesbaden und betrieb eine Privatsternwarte in Wiesbaden. 1946 erhielt er einen Lehrauftrag für Astronomie an der wiedergegründeten Johannes Gutenberg-Universität Mainz.
Ihm zu Ehren wurde der Asteroid (3183) Franzkaiser benannt.